# Louis Raphaël I. Sako

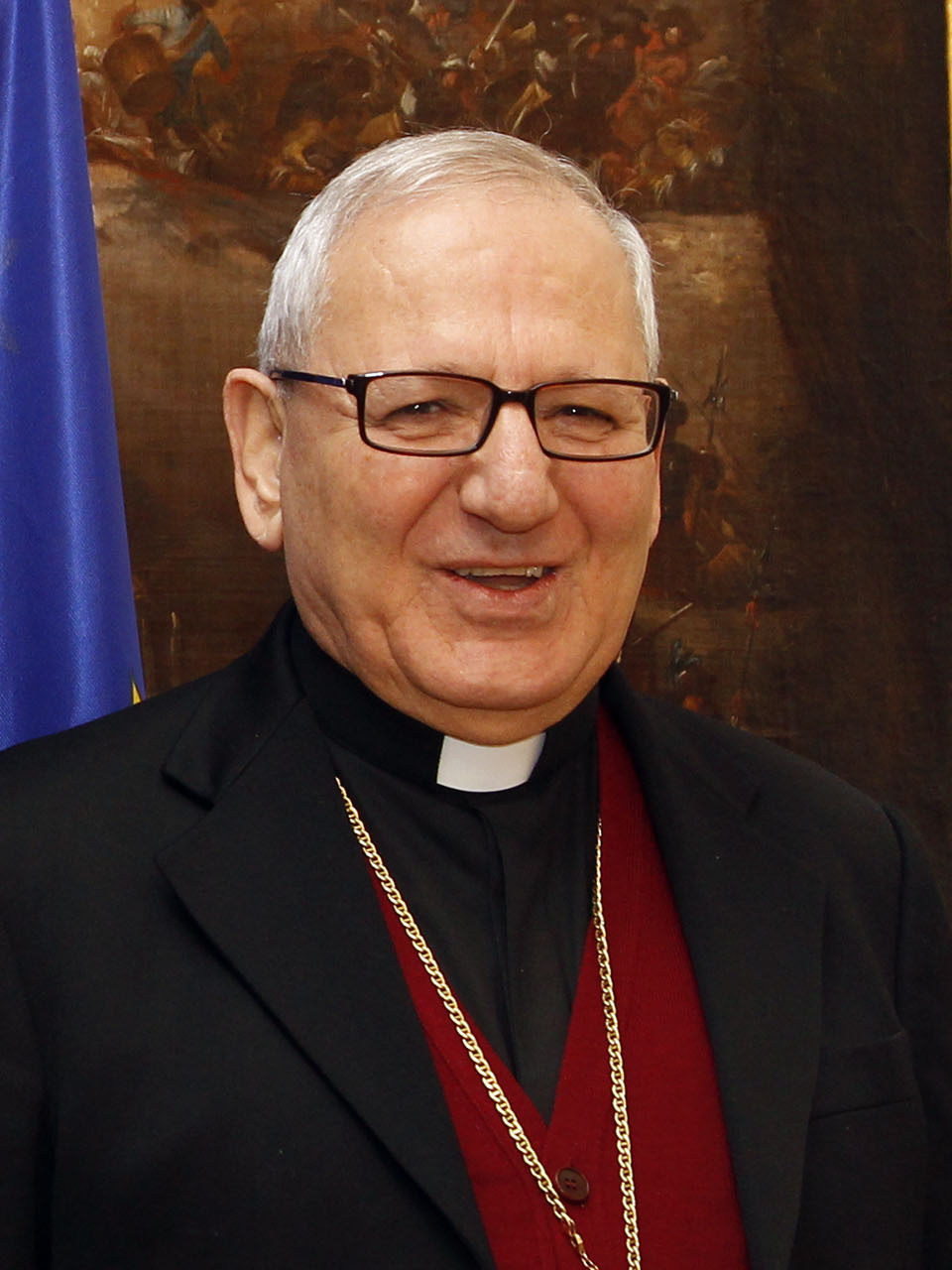
Louis Raphaël I Sako, November 2015 in Wien

Kardinalswappen des Patriarchen (seit 2018)

Louis Raphaël I. Kardinal Sako, zuvor Louis Sako, (* 4. Juli 1949 in Zaxo, Irak) ist als Patriarch von Bagdad Oberhaupt der chaldäisch-katholischen Kirche. Zuvor war er Erzbischof von Kirkuk.

## Leben
Louis Sako studierte in Rom und Paris, promovierte in den Fächern Patristik und Religionsgeschichte in Rom und schloss ein Studium der Islamwissenschaft mit dem Lizentiat ab. Er spricht zwölf Sprachen, neben Arabisch unter anderem Deutsch, Englisch, Französisch und Italienisch.
1974 wurde er zum Priester geweiht. Er war Regens des chaldäischen Priesterseminars in Bagdad.
Im Jahr 2002 wurde er zum Erzbischof des Erzbistums Kirkuk gewählt, die päpstliche Bestätigung durch Papst Johannes Paul II. erfolgte aufgrund des Irakkriegs aber erst ein Jahr später. Am 14. November 2003 empfing Sako durch seinen Vorgänger, Erzbischof André Sana, die Bischofsweihe; Mitkonsekratoren waren Shlemon Warduni, Weihbischof im Patriarchat von Babylon, und Paulos Faraj Rahho, Erzbischof von Mosul.
Er wurde 2004 zum Vizepräsidenten des Provinzrates von Mosul gewählt und wurde Berater des Päpstlichen Rates für den Interreligiösen Dialog.
Sako kritisierte die Hinrichtung Saddam Husseins und sprach sich gegen die Anwesenheit von US-amerikanischen Truppen im Irak aus.
Anlässlich des Ramadanbeginns im August 2009 formulierte Sako zusammen mit anderen religiösen Führern (u. a. Vertretern von Ali Sistani und Muktada al Sadr) einen Aufruf für Frieden, Versöhnung und ein Ende der Gewalt: „Wir sind alle Brüder, Söhne des gleichen Gottes, wir müssen uns gegenseitig respektieren und zusammenarbeiten für das Wohl der Menschen und das Wohl unseres Landes. Der Irak braucht Versöhnung und Dialog.“
Im Jahr 2010 erhielt er den Friedenspreis der internationalen katholischen Friedensbewegung Pax Christi für seine jahrelange interreligiöse Friedensarbeit in Kirkuk.

## Patriarch
Am 1. Februar 2013 wurde er von der Bischofssynode der Chaldäisch-katholischen Kirche zum Patriarchen von Babylon gewählt. Papst Benedikt XVI. gewährte ihm am selben Tag in einem Schreiben die sogenannte ecclesiastica communio (kirchliche Gemeinschaft). Er folgte Kardinal Emmanuel III. Delly. Er gab sich den Namen Louis Raphaël I. Sako. Seit der Umbenennung im Februar 2022 führt er den Titel des Patriarchen von Bagdad.
Im Juli 2014 initiierte Sako eine Kampagne gegen diejenigen sunnitischen Islamisten, die die Christen des Landes zwingen, entweder zu konvertieren, eine Abgabe zu zahlen oder aber durch das Schwert hingerichtet zu werden.
Im September 2014 kritisierte er sowohl die Vereinigten Staaten „Die USA sind indirekt verantwortlich für das, was jetzt im Irak vor sich geht“ als auch die Anrainerstaaten: „Unsere muslimischen Nachbarn helfen uns nicht (...) ich bitte die muslimischen Prediger eindringlich, sich eindeutig gegen die Tötung jedweder unschuldiger Menschen auszusprechen. Eine Fatwa, dass Muslime keine Glaubensbrüder töten sollen, ist nicht genug.“
Im Konsistorium vom 28. Juni 2018 nahm ihn Papst Franziskus als Kardinalbischof in das Kardinalskollegium auf.
Im Dezember 2019 sagte er aus Solidarität mit den Opfern der Proteste gegen die irakische Regierung die Christmetten in den Kirchen Bagdads am Heiligen Abend ab.
Der irakische Präsident Abdul Latif Raschid entzog Sako im Juli 2023 weitreichende Befugnisse zur Verwaltung chaldäischer kirchlicher Eigentümer. Daraufhin reiste der Patriarch aus Protest aus Bagdad ab und schlug im Priesterseminar in Ankawa bei Erbil sein Domizil auf und führt seitdem von hier aus die Geschäfte.

## Mitgliedschaften
Louis Sako ist Mitglied folgender Untergliederungen der Römischen Kurie:
- Kongregation für die orientalischen Kirchen (seit 2014[13], bestätigt 2018[14])
- Kongregation für das Katholische Bildungswesen (2021–2022)[15]
- Dikasterium für die Kultur und die Bildung (seit 2023)[16]
- Päpstlicher Rat für den Interreligiösen Dialog (seit 2014[17], bestätigt 2019[18])
- Vatikanischer Wirtschaftsrat (seit 2022)[19]

## Veröffentlichungen
- Die Chaldäisch-katholische Kirche: Ihre Geschichte und der Auftrag heute, Verlag der Initiative Christlicher Orient und Freunde des Turabdin, 2010, ISBN 978-3-9501039-2-2.
- Marschiert endlich ein! Stoppt die Ermordung der Christen im Nahen Osten – Ein Aufschrei aus Bagdad, Verlag Herder, Freiburg 2016, ISBN 978-3-451-34940-9